# 中華民國—日本關係
中華民國與日本國在1913—1938年、1952—1972年有正式的外交關係；日本與中华人民共和国在1972年建交後，受制於一个中国政策而中止對中華民國的外交承認。但由於臺灣與日本在歷史上的密切雙邊關係以及地緣政治上的相依，雙方除了非正式的政治互動外，更在經貿、文化等各層面維持緊密的交流，目前亦在對方首都與重要城市互設實質大使館及分支機構。

## 歷史
中華民國大陸時期及遷臺後與日本的雙邊關係。

## 代表機構
1972年12月1日，中華民國成立亞東關係協會與日本以民間團體名義設立的財團法人交流協會共同簽署《互設駐外辦事處協議書》。根據此協議，中華民國於日本東京設立具大使館功能的臺北駐日經濟文化代表處（日文：。原亞東關係協會駐日本代表處，於1992年5月20日更名），並於大阪、橫濱、札幌、福岡、那霸設立具領事館功能的辦事處；日本則於臺北、高雄設立類似功能的事務所。此協議承諾相互保護各自的權益，發給簽證、推動經貿、學術、科技、文化及體育交流等業務。為發展觀光，臺灣觀光協會也在東京與大阪設立事務所。
2012年4月1日，財團法人交流協會更名為公益財團法人交流協會。
2017年1月1日，再更名為公益財團法人日本台灣交流協會。1月3日，舉行揭牌儀式，由日本駐台代表沼田幹夫、亞東關係協會會長邱義仁、中華民國外交部常務次長李澄然共同主持。沼田指出這是台日關係新的出航日，盼日後與亞東關係協會一起為日台目前最佳關係「再上一層樓」。沼田也介紹協會名稱上出現的兩朵花標誌，在「日」字樣上出現的是中華民國國花「梅花」，在「台」字樣上出現則是日本國花「櫻花」。
2017年3月，中華民國行政院核定亞東關係協會改名為台灣日本關係協會。5月17日，舉行揭牌儀式，由立法院副院長蔡其昌、外交部長李大維、台灣日本關係協會會長邱義仁、日本駐台代表沼田幹夫共同主持。邱義仁表示，有些人不清楚「亞東關係協會」的職掌範圍，例如「夏威夷的事情能否幫忙？」今日改名後，讓「台灣日本關係協會」的工作性質更清楚；沼田幹夫則強調，希望此次更名作為契機，日台團結一心，共同建立起世界少見的友情。

### 事件
2018年3月7日，中華統一促進黨因不滿台灣漁船3日在台日重疊專屬經濟海域遭到日本海上保安廳船艦以水柱驅趕，黨部主委陳清峰率眾從彰化縣北上前往台北市的日本台灣交流協會抗議，並在大樓前的石碑上潑紅漆，隨即遭警方依違反《社會秩序維護法》逮捕裁罰。
2018年9月6日，日本「慰安婦之真相國民運動」等16個民間團體要求撤除位於台南市的台灣首座慰安婦銅像，團體代表藤井實彥疑似偷踹銅像，並於8日離境，中國國民黨臺南市黨部主委謝龍介與中華統一促進黨10日分別前往日本台灣交流協會表達譴責並要求道歉。統促黨成員李承龍等人在日本台灣交流協會大門前潑漆，警方依數項罪名將其偵辦。
2018年9月14日，於該年7月上任的臺北駐大阪經濟文化辦事處長蘇啟誠在住處上吊輕生，遺書裡表示，燕子颱風侵襲日本造成關西國際機場關閉時，對於台灣旅客滯留機場的處理遭受批評一事讓他感到痛苦。

## 國會組織
1973年1月，日本自由民主黨國會議員成立「日華關係議員懇談會」。1997年2月5日，與新進黨在1995年成立的「日華議員連盟」合併，擴大成立「日華議員懇談會」，簡稱「日華懇」。2006年4月26日，自民黨青壯派國會議員成立「促進日本臺灣經濟文化交流年輕議員之會」，簡稱「日臺年輕議連」。
1997年5月28日，日本民主黨成立「民主黨日華友好議員連盟」，後於2000年5月4日改組為「日臺友好議員懇談會」，簡稱「日臺懇」；2004年5月，民主黨另成立「日本臺灣安保經濟研究會」。
2008年5月15日，中華民國立法院成立「臺日交流聯誼會」。2012年4月20日，另成立「臺灣與日本國會議員友好協會」。

## 爭議

### 釣魚臺領土爭議
1972年，美國宣佈將包含釣魚臺列嶼（日本稱尖閣諸島）在內的琉球群島還給日本，中華民國政府發表聲明表示對釣魚臺擁有主權，不承認此舉。「釣魚臺歸屬問題」由是產生。
雖然中華民國與日本關係基本友好，但在釣魚臺歸屬問題上有著相當大的歧見。該島現由日本實際管轄，但台灣漁民認為當地海域屬台灣傳統漁場，導致台灣漁民、海巡署與日本海上保安廳時有衝突事件傳出，最近的一次是發生於2008年6月的聯合號海釣船事件，台北方面召回當時的駐日代表許世楷以示嚴正抗議，最後日本政府同意道歉並賠償相關損失。
2012年9月25日，為抗議日本將釣魚臺國有化和爭取漁業權，宜蘭縣蘇澳鎮50多艘漁船前往釣魚臺附近海域陳情抗議，並在海巡署艦艇護衛下和日本海上保安廳船隻對峙。事後在外相玄葉光一郎呼籲下，同年11月雙方重啟中斷三年的漁業權問題談判。
2013年4月10日，台日雙方在臺北賓館正式簽署《臺日漁業協議》，就雙方重疊專屬經濟海域的漁權與漁船作業安排達成共識，共享釣魚臺列嶼12海浬外海域的漁業資源。日本內閣總理大臣安倍晉三於12日表示：臺灣是重要夥伴，臺日簽署漁業協議對雙方都很好。
2015年7月23日，前中華民國總統李登輝到東京的日本外國特派員協會演講，被記者問到釣魚臺主權問題，答道：「我講過好幾次了，尖閣諸島是日本的，不是台灣的。」值得注意的是，記者當時提問是用日本的名稱「尖閣諸島」和中國大陸的名稱「釣魚島」並用，李登輝回答從頭到尾都是用「尖閣諸島」，一次也沒提到「釣魚島」。
2020年6月6日，對於日本沖繩縣石垣市有意將釣魚臺列嶼的地籍名稱從登野城更名為「登野城尖閣」，中華民國外交部表示「釣魚臺列嶼是我國固有領土，毋庸置疑，我國擁有釣魚臺列嶼主權的事實，不會因為任何國家將該列嶼改名而有任何改變，我方已向日方表達關切，並呼籲日方秉持和平理性態度、審慎處理。」10日，中華民國總統蔡英文對於宜蘭縣長林姿妙邀請一同「登島」掛門牌、護主權表示，釣魚臺是中華民國領土，呼籲各方擱置爭議、共同開發，以和平方式解決釣魚臺爭議，中央政府一定會依情勢審慎處理，一方面確保主權立場，一方面也能維持區域的和平穩定。11日，宜蘭縣議會通過將釣魚臺列嶼改名為「頭城釣魚臺」，宜蘭縣政府表示將依法研議辦理。對於駐那霸辦事處兩度致電石垣市長中山義隆籲請審慎自制，中山義隆回應指出，該案起因是中國海警船近期頻繁進出該海域引發民眾強烈反彈，故舊案重提，據以反制。22日，石垣市議會通過更名議案，自10月1日起生效。中華民國外交部則表示概不承認。

### 冲之鸟渔权争议
日本認定沖之鳥為島嶼，並以此劃定专属经济区，但此主張并未完全獲得聯合國的認可。日本2008年起向聯合國大陸架界限委員會（Commission on the Limits of the Continental Shelf，CLCS）提出「認可日本擁有沖之鳥島海域等周邊7個海域的74萬平方公里的外大陸架」之申請，但是委員會將沖之鳥視為岩礁而不是島嶼，根據《聯合國海洋法公約》，岩礁不能算做大陸架的定點，因此聯合國大陸架委員會最終（2012年）只認可了日本不含沖之鳥島的太平洋4個海域、總面積約31萬平方公里的外大陸架。
2016年4月25日，日本公務船在沖之鳥附近公海海域扣押台灣漁船「東聖吉16號」，日本保安廳限26日中午以前收到保證金170萬新臺幣，才放船及船上10人。否則將以直升機將船長帶往附近小島，再轉機至日本，漁船也將同時拖往日本。一旦人船扣進日本，將判決漁船侵入日本領海，到時就必須付更高額的罰金。行政院院長張善政痛批，日本這種作風非常不好，不只是外交部抗議，不管他是院長或卸任後民眾的角度，「一個9平方公尺，3個榻榻米大的一塊地，怎麼可以叫做島？」他說，用9平方公尺就去延伸兩百海浬的經濟海域，「各位你們用膝蓋想有這種事情嗎？日本一個國際上堂堂大國可以幹這種事嗎？非常不合理！」張善政並呼籲，日本不應再強辯沖之鳥是島，不然「他們請那設籍的100多名議員上去，過一個禮拜看看。」
2020年3月24日，日本公務船在重疊經濟海域驅趕兩艘台灣漁船。5月4日，中華民國國家安全局局長邱國正在立法院證實，日本近期曾兩度示警，要求台灣漁船不可再前往沖之鳥水域捕魚，「我方當然不接受」。國防部長嚴德發則表示，海軍在沖之鳥水域的台灣「東北角、東南角」海域護漁區都有艦艇支援海巡執法。

### 福島食品輸台爭議
2015年4至5月間，中華民國政府為加強食安把關，禁止福島、栃木、茨城、千葉及群馬受核災影響的五縣之所有食品輸入。另要求其餘都府道縣的食品須附產地證明，部分地區生產的茶葉、嬰兒食品、乳製品、水產品等則要附輻射檢測證明。引起安倍內閣關切，認為規範太嚴格，希望撤除。並先後派出農林水產省官員及岸信夫、萩生田光一等國會議員抵台溝通。
2016年11月29日，在臺北舉行的第41屆台日經貿會議開幕，日本交流協會會長大橋光夫致辭時說，關於核災食品，台灣部分「無依據發言」造成日本人民「大大傷害」，盼盡速解禁，讓此議題成為矚目焦點。亞東關係協會副秘書長蔡偉淦則以「外交部長李大維曾在立法院表示，不會在經貿會議中討論本議題」回應，並強調食安在台灣備受關注、仍有歧見，盼日方了解，「這個話題就此打住」。經濟部長李世光也說，食品未列入此次討論議題。而日方農醫組代表在小組會議上表示關切，盼台方早日放寬進口管制。
2017年3月25日，日本總務副大臣赤間二郎來台宣傳日本觀光活動，於受訪時表示目前福島災區已經重建完備，災區生產的產品也通過周全檢查，並在日本銷售，希望台灣民眾有一天也可以吃到，不過重要的還是台灣民意。
2018年11月24日，由中國國民黨副主席郝龍斌領銜提出的「維持禁止進口日本核災地區食物」公民投票，以779萬票贊成、223萬票反對，順利過關，公投效力將維持兩年。25日，日本台灣交流協會台北事務所代表沼田幹夫發表聲明深感遺憾，並表示為了避免此問題被當作工具傷害日台友好，將繼續努力讓台灣朋友理解日本食品的安全性。29日，日本外務大臣河野太郎在參議院外交國防委員會答詢時亦表示極為遺憾，不排除透過世界貿易組織（WTO）提告。12月7日，河野太郎再表示台灣可能因此無法加入《跨太平洋夥伴全面進步協定》（CPTPP）。
2020年11月24日，「維持禁止進口日本核災地區食物」公民投票結果的約束效力到期。2021年9月22日，中華民國正式遞件申請加入《跨太平洋夥伴全面進步協定》（CPTPP成員國均對日本食品輸入完全解除區域管制），同年12月18日中華民國舉辦四項公民投票，其中「反美國萊豬」一案不通過後，兩國政府遂開始重新商討解禁食品問題。2022年2月8日，行政院協同相關部會召開「日本食品輸入管制措施」記者會，宣布日本福島、茨城、櫪木、群馬、千葉5縣食品將正式解禁，未來管制將從禁止特定地區改為禁止特定風險品項，例如菇類仍禁止、乳製品須附輻射檢驗證明與產地證明。

## 經濟

### 貿易
中華民國對外貿易發展協會（外貿協會）於日本首都東京，以及大阪與福岡設立臺灣貿易中心。經濟部國際貿易署也在東京設立駐日本代表處經濟組，以及在大阪設立駐大阪辦事處經濟組。
根據日本《輸出貿易管理令》，出口管制將貿易對象國家、區域依各自內部貿易管理體制完備性、風險管控與實務需求等角度，分類為A、B、C、D四級，臺灣被分類為C類：於部分出口項目可申請綜合輸出許可。
| 年分 | 貿易總額       | 貿易總額 | 貿易總額 | 出口至日本     | 出口至日本 | 出口至日本 | 自日本進口     | 自日本進口 | 自日本進口 | 順逆差 |
| 年分 | 金額           | 年增減   | 排名     | 金額           | 年增減     | 排名       | 金額           | 年增減     | 排名       | 順逆差 |
| ---- | -------------- | -------- | -------- | -------------- | ---------- | ---------- | -------------- | ---------- | ---------- | ------ |
| 2017 | 62,516,594,561 | ▲4.0%    | 3        | 20,574,582,955 | ▲5.7%      | 4          | 41,942,011,606 | ▲3.2%      | 2          | 逆差▲  |
| 2018 | 66,955,858,381 | ▲7.1%    | 3        | 22,801,850,812 | ▲10.8%     | 4          | 44,154,007,569 | ▲5.3%      | 2          | 逆差▼  |
| 2019 | 67,333,728,398 | ▲0.6%    | 3        | 23,279,055,992 | ▲2.1%      | 4          | 44,054,672,406 | ▼0.2%      | 2          | 逆差▼  |
| 2020 | 69,302,039,738 | ▲2.9%    | 3        | 23,398,695,184 | ▲0.5%      | 4          | 45,903,344,554 | ▲4.2%      | 2          | 逆差▲  |
| 2021 | 85,326,073,120 | ▲23.1%   | 3        | 29,206,954,934 | ▲24.8%     | 4          | 56,119,118,186 | ▲22.3%     | 2          | 逆差▲  |
| 2022 | 88,237,541,133 | ▲3.4%    | 3        | 33,609,278,847 | ▲15.1%     | 4          | 54,628,262,286 | ▼2.7%      | 2          | 逆差▼  |
| 2023 | 75,782,628,841 | ▼14.1%   | 3        | 31,435,400,708 | ▼6.5%      | 4          | 44,347,228,133 | ▼18.8%     | 2          | 逆差▼  |
| 2024 | 72,292,070,626 | ▼4.6%    | 3        | 25,836,382,837 | ▼17.8%     | 5          | 46,455,687,789 | ▲4.8%      | 3          | 逆差▲  |

2023年的兩國貿易項目如下：
出口至日本的前10大項目為：集成电路；聚縮醛、环氧树脂、醇酸樹脂、聚碳酸酯、聚丙烯酯與其他聚酯、聚醚；自動資料處理機、磁性或光學閱讀機；光纖或光纖傳輸纜、偏光性材料所製之片與板、光學透鏡、稜鏡、反射鏡與其他光學元件；熱軋之铁或非合金鋼扁軋製品；碟片、磁带、固態、與其他錄音或錄製之媒體；冷凍魚；電話機（包括智能手机），以及其他傳輸或接收聲音、圖像之有線或通訊器具；特定用途機器之零件與附件；製造半导体、集成电路與平面顯示器用之機器與器具、零件與附件等。
自日本進口的前10大項目為：積體電路；製造半导体、積體電路與平面顯示器用之機器與器具；小客車與其他主要設計供載客之機動車輛；电子工业用已摻雜之化學元素或化學化合物；未經塑性加工精炼銅與銅合金；未鍛造、半製品或粉狀黃金；塑料板、片、箔、薄膜與扁條；印刷電路；環烴；示波器、频谱分析仪與其他供計量或檢查電量之儀器與器具，供計量或偵測X光、阿爾法、貝他、伽馬放射線、宇宙或其他離子輻射線用之儀器與器具等。

### 投資
兩國於2011年9月簽署《投資自由化、促進及保護合作協議》（《臺日投資協定》），除保障企業投資權益外，並促進投資往來更加自由化、便捷化以及保障雙方企業投資權益。為擴大產業合作，2012年1月起繼而推動「臺日產業合作搭橋方案」，3月在臺北成立「臺日產業合作推動辦公室（TJPO）」，並在東京設立「Japan Window」負責推動第一線業務。11月簽署《強化產業合作搭橋計畫之合作備忘錄》，透過此計畫，連結雙邊具產業合作潛在案例，在技术、资金、Know-how與人員等全面合作，強化雙邊產業結盟，創造雙贏。
根據中華民國經濟部投資審議司統計，截至2023年，臺商赴日本總投資金額約121.12億美元，計有969件。2022年約0.73億美元，計有29件；日本赴臺灣總投資金額約265.19億美元，計有11,870件。另根據日本银行統計，截至2021年，臺灣對日本直接投資累積金額約77.95億美元，占比2.22%，在亞洲地區次於香港、新加坡、韓國。
臺商主要投資項目以電子機械設備、通訊、金融保險、批發與零售、不動產與服務業等。
對日本大規模投資案件，包括1998年聯華電子併購新日鐵半导体、2001年奇美電子併購日本IBM轄下液晶面板廠、2014年中國信託商業銀行併購東京之星銀行（外資銀行併購日本的銀行首例）、2016年鴻海科技集團併購夏普（外商收購日本大型電子企業首例）、2017年正新橡膠在日本成立事務所、2018年臺灣在大阪成立「SAMPO JAPAN」、2018年聯華電子收購三重富士通半導體公司（2019年更名為日本联合半导体，成為全資子公司）、2021年與索尼半导体制造合資成立JASM公司在日本當地設置晶圓廠等。
許多臺灣服務業、外食產業受到訪臺的日本觀光客喜愛後，赴日設立據點漸多，例如夏姿（服装）、日出茶太（珍珠奶茶）、春水堂（珍珠奶茶）、微熱山丘（鳳梨酥）、芒果恰恰（芒果冰）、三商巧福（餐飲）、鬍鬚張（餐飲）、點水樓（餐飲）、郭元益（食品）、歐萊德（保養品）等品牌，將臺灣飲食、生活文化介紹至日本。
日本贸易振兴机构（JETRO）經由設在臺灣等29處全球加速器中心（JETRO Global Acceleration Hub, JGAH），協助日本新創企業進軍國際市場與招攬國外新創企業赴日本擴展業務。

#### 鴻海投資日本企業
2012年3月，鴻海精密與夏普（SHARP）達成資本合作協議，由鴻海出資670億日圓（約佔總資本的9.9%）入股夏普，後因夏普股價大跌及雙方經營階層意見之差異，媒體戲稱的「鴻夏戀」最終導致破局。但雙方各出資46.5%投資的面板廠「堺顯示產品公司」（通稱堺工廠），已於2012年7月順利完成出資。
原本進展停滯的鴻海投資夏普案，最終於2016年4月2日，鴻海以3,888億日圓投資夏普，是鴻海成立42年的最大海外投資，也是台灣企業首次收購日本面板大廠，簽約地就在大阪堺市。由鴻海集團董事長郭台銘、副總裁戴正吳、與夏普社長高橋興三共同簽署。
另一起鴻海競標東芝記憶體案，外電在2017年6月中披露恐將出局，但郭台銘在6月22日的鴻海股東會上撕毀當日的《工商時報》並批評日本官方，強調他還有5成機會，會讓報紙總編輯後悔。東芝在9月13日發布聲明時仍保留但書與彈性，不排除與其他陣營議約。外傳東芝發布聲明後，東京當地就謠傳郭台銘將大陣仗在當地召開記者會。日本媒體盛傳，郭台銘因不滿競標過程，將砲火再次直指日本官方，批評日本官僚涉足競標。儘管鴻海否認相關謠言，但仍挑起日本官方對鴻海競標的負面印象，促使官方出重手，讓東芝在7日內作成優先與貝恩資本（Bain Capital）為主的「美日韓聯盟」議約的決議，售價為2兆日圓，預定2018年3月31日完成交易。

### 會展
重要的會議有：臺日經貿會議（2023年第47屆），以及東亞經濟會議（2023年第50屆）、臺日鋼鐵對話會議（2023年第23屆）、臺日出口管制會談（2023年第11屆）、臺日能源合作研討會（2022年第18屆）、臺日產業合作搭橋方案意見交流會議（每年兩次於臺日輪流，2022年第24次）、臺日海洋事務合作對話（2023年第5屆）、臺日水產科技合作會議、臺日水產研究研討會（2023年第9屆）、臺日渔业民間協議會議、臺日漁業委員會（2023年第9次）、鰻魚國際資源保護管理非正式會議（2023年第14次）、日本・臺灣新創高峰會（2023年第2屆）等。

### 臺商組織／臺資銀行
2001年9月11日，由170家赴日本投資的台灣企業組成「在日台商聯誼會」。目前運作的有：日本台灣商會聯合總會、东京台灣商會、日本橫濱台灣商會、日本關西台商協會、千葉台灣商工會、九州台灣商工會、琉球台灣工商協會等，以及留日台灣同鄉會。
目前已在日本設立的臺資銀行有：臺灣銀行東京支店、彰化銀行東京支店、第一商業銀行東京支店、玉山商業銀行東京支店、兆豐國際商業銀行東京支店、中國信託商業銀行東京支店、東京支店、臺灣中小企業銀行東京支店等。另外，中國信託商業銀行在2014年將東京之星銀行收購為子銀行，為臺資銀行收購日本銀行首例。

## 司法

### 犯罪事件
2016年5月，日本海上保安廳在沖繩查獲並逮捕6名台灣人涉嫌走私600公斤安非他命。黑市價約420億日圓，約121億新台幣（當時匯率）。創下日本緝毒史上最高紀錄，相當於日本2年的平均查獲量。
2017年1月，日本媒體披露福岡縣警方破獲台灣電信詐騙集團，逮捕超過30名持觀光簽證入境的台灣人。4日，中華民國外交部表示，經查相關人士已遭強制遣送出境返台。

## 協定
| 日期           | 簽署 | 備註                |
| -------------- | --- | ------------------- |
| 1915年1月18日  | 《二十一条》 |                     |
| 1915年5月25日  | 《中日民四条约》 |                     |
| 1918年5月16日  | 《中日共同防敵軍事協定》 |                     |
| 1930年5月6日   | 《中日協定》 |                     |
| 1932年5月5日   | 《中日上海停戰及日方撤軍協定》 |                     |
| 1934年5月31日  | 《中日塘沽協定》 |                     |
| 1935年6月27日  | 《秦土协定》 |                     |
| 1935年7月6日   | 《何梅协定》 |                     |
| 1936年11月5日  | 《中日外交官領事官等用品相互免稅辦法換文》 |                     |
| 1940年11月30日 | 《日滿華共同宣言》 |                     |
| 1952年4月28日  | 《中華民國與日本國間和平條約》 |                     |
| 1953年6月13日  | 《中日貿易及付款辦法》 |                     |
| 1955年3月15日  | 《中日空運臨時協定》 |                     |
| 1969年12月5日  | 《中日為金屬製造工業設立職業訓練中心之協定》 |                     |
| 1975年7月9日   | 《台日航空協定》 | 以下簡稱台日        |
| 1980年6月9日   | 《台日關於雙方國際空運事業互免稅捐協定》 |                     |
| 1990年6月11日  | 《中華民國商務仲裁協會與日本國際商務仲裁協會間協定》 |                     |
| 1990年9月4日   | 《台日國際運輸業互免所得稅協定》 | [ 註 7 ]            |
| 1991年6月20日  | 《（中華民國）經濟部商品檢驗局與日本電氣用品試驗所相互代理電氣產品檢驗之協議備忘錄》 |                     |
| 1995年3月30日  | 《核能研究所（中華民國的非營利機構）、芝加哥大學及日本中央電力產業研究所三方合作交換計畫協議書》                                                                                             |                     |
| 1995年4月24日  | 《台日期貨交易資訊協定》 |                     |
| 1995年10月20日 | 《經濟部商品檢驗局與日本品質保證機構間有關日本品質保證產品安全認證系統執行備忘錄》 |                     |
| 2001年5月21日  | 《台日貨品暫准通關證協定》 |                     |
| 2003年11月12日 | 《台日關於嚴重急性呼吸道症候群（SARS）共同研究瞭解備忘錄》 |                     |
| 2005年4月7日   | 《中華郵政股份有限公司與日本郵政公社國際快捷郵件績效付款計劃協議備忘錄》 |                     |
| 2005年12月1日  | 《台日關於控制有害廢棄物越境轉移及其處置協定》 | [ 註 8 ]            |
| 2007年8月8日   | 《台日關於駕照相互承認之協定》 | [ 註 9 ]            |
| 2007年10月1日  | 《台日關於雙方在對方機場實施入境事先確認之備忘錄》 | [ 註 10 ]           |
| 2008年1月22日  | 《台日關於台北市日僑學校租用臺灣銀行及財政部國有財產局經管土地租金計收之瞭解備忘錄》 | [ 註 11 ]           |
| 2008年5月5日   | 《台日有關飛航安全協議書》 |                     |
| 2008年6月30日  | 《臺灣中華電信股份有限公司電信研究所與日本獨立行政法人情報通信研究機構間科技合作瞭解備忘錄》                                                                                                 |                     |
| 2009年4月3日   | 《臺日打工度假簽證換函》 | [ 註 12 ]           |
| 2009年12月11日 | 《台日關於維持民間航空業務之協議》 |                     |
| 2010年4月30日  | 《強化臺日交流合作備忘錄》 | [ 75 ]              |
| 2010年12月10日 | 《台日地震、颱風等發生時，有關防止土石災害及防砂進行技術交流之協議書》 | [ 75 ]              |
| 2010年         | 《橫須賀研究園區與中部科學園區合作協定》 《新潟大學與中原大學校際合作協定》 《明治大學與中原大學校際合作協定》                                                                               | [ 75 ]              |
| 2011年7月14日  | 《支援東日本大震災復興、促進觀光－台日厚重情誼倡議》 | [ 76 ]              |
| 2011年9月22日  | 《台日有關投資自由化、促進及保護合作協議》 |                     |
| 2011年11月10日 | 《台日航約（開放天空）協議》 | [ 註 13 ]           |
| 2012年4月11日  | 《臺日專利審查高速公路備忘錄》 《台日洗錢及資助恐怖分子金融情資交換備忘錄》 | [ 77 ] [ 註 14 ]    |
| 2012年11月27日 | 《台日電器產品檢驗相互認證協議》 |                     |
| 2012年11月29日 | 《台日為強化產業合作搭橋計畫之合作備忘錄》 |                     |
| 2013年4月10日  | 《台日漁業協議》 | [ 78 ]              |
| 2013年11月5日  | 《台日優先權證明文件電子交換合作備忘錄》 《台日電子商務合作協議》 《台日藥物法規合作框架協議》 《台日加強鐵路業務交流及合作瞭解備忘錄》 《台日關於海上航機搜索救難合作之協議書》             | [ 註 15 ] [ 註 16 ] |
| 2013年11月28日 | 《台日金融監理合作備忘錄》 |                     |
| 2014年3月20日  | 《台日海上事故與救難民間協議》 |                     |
| 2014年11月19日 | 《台日專利程序上微生物寄存相互暸解備忘錄》 《台日有關入出境管理事務及情資交換暨合作瞭解備忘錄》 《台日核能管制資訊交流備忘錄》 《台日觀光事業發展加強合作備忘錄》                            |                     |
| 2015年11月26日 | 《台日避免所得稅雙重課稅及防杜逃稅協定》 《台日競爭法適用瞭解備忘錄》 《台日強化災害防救業務交流合作備忘錄》                                                                                 |                     |
| 2016年11月30日 | 《台日語文教育交流與合作備忘錄》 《台日強化產品安全領域之交流與合作備忘錄》 |                     |
| 2017年8月1日   | 《583系臥舖電車車廂捐贈臺灣儀式合作備忘錄》 | [ 註 17 ]           |
| 2017年11月22日 | 《台日關務合作及互助協定》 《臺日文化交流合作瞭解備忘錄》 | [ 79 ]              |
| 2017年12月19日 | 《台日海上急難救助合作備忘錄》 | [ 80 ]              |
| 2018年11月30日 | 《台日優質企業相互承認協議》 《台日醫療器材品質管理系統合作備忘錄》 《台日檔案資訊交換相互合作備忘錄》 《台日中小企業支援及促進中小企業合作備忘錄》 《台日年輕研究者共同研究事業實施備忘錄》 | [ 81 ]              |
| 2018年12月27日 | 《台日走私及非法入出國應處合作備忘錄》 《台日海洋科學研究合作備忘錄》 | [ 82 ]              |
| 2019年10月30日 | 《台日促進進出口有機食品合作備忘錄》 《台日环境保护交流與合作瞭解備忘錄》 |                     |
| 2022年2月18日  | 《臺日強化青少年交流備忘錄》 《臺日海关分支單位合作備忘錄》 |                     |
| 2022年3月4日   | 《臺日食品安全合作及促進食品進出口備忘錄》 |                     |
| 2023年1月13日  | 《臺日海洋廢棄物應處合作備忘錄》 |                     |
| 2023年3月16日  | 《臺日法務及司法領域之交流與合作備忘錄》 |                     |

## 簽證

持中華民國護照的中華民國國民簽證要求分布圖：入境日本可以免簽證。

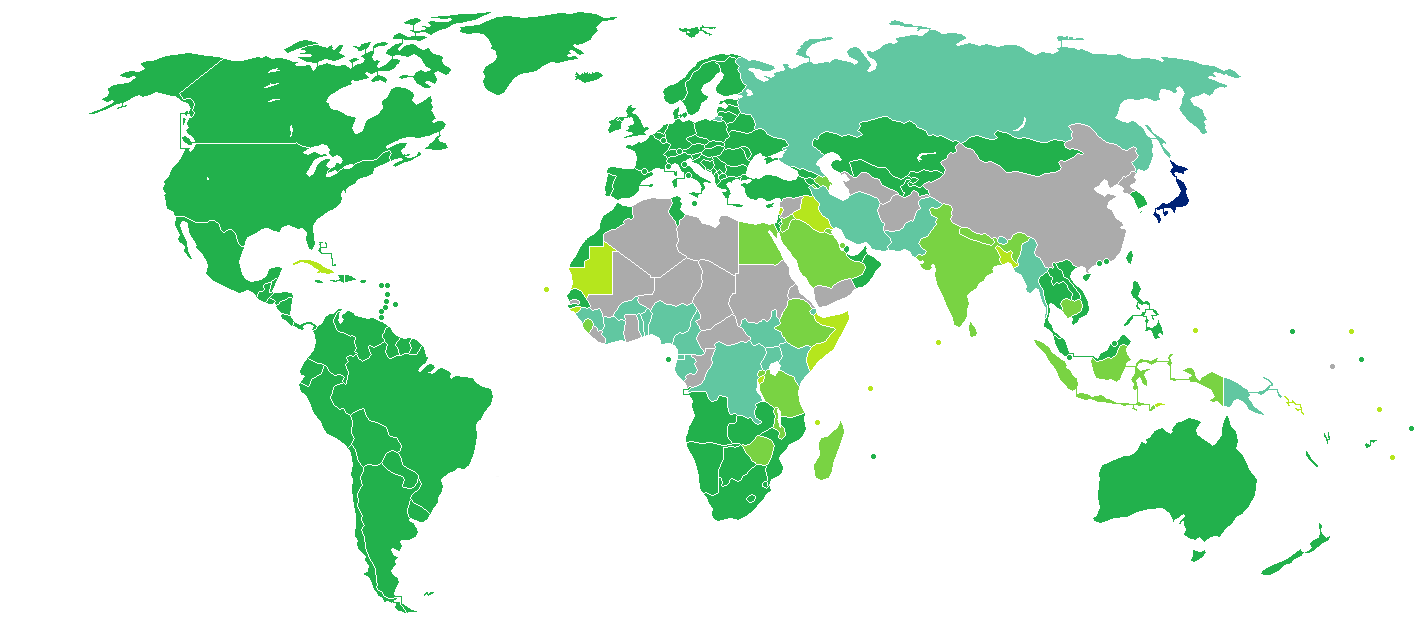
持日本護照的日本國民簽證要求分布圖：入境中華民國可以免簽證。

持有中華民國護照的中華民國國民（且在臺灣有戶籍）可以免簽證的方式入境日本，停留最多90天。若入出境日本頻繁或單次停留時間過久，可能被拒絕入境，因此停留較長時日或從事觀光以外目的，宜先向日本台灣交流協會台北或高雄事務所詢問申辦符合該目的之簽證。過境轉機無需簽證。由於兩國已無正式外交關係，持中華民國護照在日本台灣交流協會臺北事務所或高雄事務所申請日本國簽證，簽證核發地為日本駐泰國大使館，但實際作業均在台北所或高雄所，簽證實際書寫為BANGKOK(TT)或BANGKOK(TK)，此折衷作法是為了避免涉及海峽兩岸關係議題。
持有日本護照的日本國民也可免簽證入境中華民國，停留最多90天。
此外，兩國每年皆提供特定名額的18－30歲青年為期1年的度假打工簽證（皆必須未曾取得此種簽證）。

### 統計
根據中華民國交通部觀光署資料，2019年日本赴台有216萬7,952人次；台灣赴日則有491萬1,681人次。合計人次創下歷史新高。

## 交通

### 航空
台灣日治時期，台灣和日本內地間就有航空路線。戰後一度中斷，直到1959年，日本航空開闢東京（羽田）↔台北（松山）的航線。中華民國與日本斷交後，因中華航空飛機上的中華民國國旗，以至於1974年5月至1975年8月間，兩國斷航。復航後中華航空與新成立的長榮航空飛東京的班機被安排降落於羽田機場，以迴避中國大陸的航空公司，成為該機場僅有的兩家外國籍航空公司，直到2002年4月18日起才改至成田機場起降，並大幅增加班次。1998年4月1日，復航台北（桃園）↔大阪（關西）航線。2010年10月31日，復航臺北松山↔東京羽田航線。
目前雙邊有定期航班來往的城市如下（截至2023年6月16日）：

#### 客運
| 中華民國 | 日本（按照都會區人口排列） · 斜體 表示因2019冠状病毒病疫情影響而暫停臺灣航點 |
| -------- | --- |
| 台北松山 | 東京羽田（中華航空、長榮航空、日本航空、全日本空輸） |
| 台北桃園 | 東京羽田（台灣虎航、樂桃航空） 東京成田（中華航空、長榮航空、台灣虎航、星宇航空、日本航空、樂桃航空、捷星日本航空、酷航、國泰航空） 大阪關西（中華航空、長榮航空、台灣虎航、星宇航空、日本航空、樂桃航空、捷星亞洲航空、全亞洲航空、國泰航空、马来西亚峇迪航空） 名古屋（中華航空、長榮航空、台灣虎航、日本航空、樂桃航空、星悅航空、馬來西亞峇迪航空）（國泰航空於2023年10月29日復航） 札幌（中華航空、長榮航空、台灣虎航、星宇航空、樂桃航空、酷航） 福岡（中華航空、長榮航空、台灣虎航、星宇航空、樂桃航空） 廣島（中華航空） 仙台（長榮航空、台灣虎航、星宇航空、樂桃航空） 北九州（星悅航空） 新潟（台灣虎航） 熊本（中華航空於2023年9月18日開航、星宇航空於2023年9月1日開航） 岡山（台灣虎航） 靜岡（中華航空） 鹿兒島（中華航空） 松山（長榮航空） 高松（中華航空） 富山（中華航空） 宮崎（中華航空） 旭川（台灣虎航）（長榮航空季節性） 那霸（中華航空、長榮航空、台灣虎航、星宇航空、樂桃航空、全亞洲航空）（馬來西亞峇迪航空於2023年8月15日開航） 青森（長榮航空） 函館（長榮航空、台灣虎航） 佐賀（台灣虎航） 小松（長榮航空、台灣虎航） 花卷（台灣虎航） 茨城（台灣虎航） 石垣島（中華航空季節性） 山形（中華航空包機） |
| 台中     | 東京成田（華信航空） 那霸（華信航空） |
| 台南     | 大阪關西（中華航空） |
| 高雄     | 東京成田（中華航空、長榮航空、台灣虎航、樂桃航空） 大阪關西（中華航空、長榮航空、台灣虎航、酷航）（樂桃航空於2023年8月1日復航） 名古屋（台灣虎航） 札幌（中華航空） 福岡（長榮航空、台灣虎航） 熊本（中華航空） 那霸（中華航空、台灣虎航、樂桃航空） 茨城（台灣虎航包機） |

#### 貨運
| 中華民國 | 日本（按照都會區人口排列） |
| -------- | --- |
| 台北松山 | 東京羽田（長榮航空貨運、全日本空輸貨運） |
| 台北桃園 | 東京成田（中華航空貨運、日本貨物航空、全日本空輸貨運、國泰航空、博立貨運航空、亞特拉斯航空、聯邦快遞） 大阪關西（中華航空貨運、長榮航空貨運、國泰航空、聯邦快遞） 名古屋（中華航空貨運、博立貨運航空） |

#### 事件
1972年9月24日，陸軍第一特種兵陸有京，疑因軍中不當管教而逃出化學兵學校，由臺北松山機場潛入一架國泰航空飛往日本東京羽田機場的客機鼻輪架，因高空缺氧低溫凍死，其遺體歸屬問題曾引發中日台外交爭議，總統蔣中正親自介入調查，惟真相至今仍未明。
1994年4月26日，中華航空一架由台灣中正國際機場飛往日本名古屋機場的客機，在降落時墜毀，造成264名機組員與乘客死亡，包括153名日本籍乘客，僅有7人生還。
- 中華航空B747-400客機滑行於成田國際機場。
- 全日空航空B767-300ER客機與長榮航空A330-300客機停泊於東京國際機場。
- 全日空航空B787-8客機滑行於臺北松山機場。
- 日本航空B767-300ER客機滑行於臺北松山機場。

### 駕車
持有中華民國汽車駕駛執照可以免路考及筆試申請換發日本駕駛執照，反之亦同。

#### 事件
2019年5月，日本琉球朝日放送電視台報導，在沖繩島有1名穿越人行道的8歲男童被1名台灣男子駕駛的租車撞上重傷，有目擊者表示，事發時人行道的燈號是綠燈。《日本經濟新聞》也公布圖表，其中針對台灣、韓國、香港旅客在日本的駕車事故與日本人做比較，統計發現台灣旅客在酒後駕駛、無照駕駛都排名第1，韓國旅客則是超速最多。

## 外部連結
| - 中華民國外交部－日本國簡介 （页面存档备份，存于） - 台灣日本關係協會 - 台北駐日經濟文化代表處（Facebook、Twitter、Instagram、僑務組、科技組） - 駐橫濱分處（Twitter） - 駐那霸分處（Facebook） - 駐札幌分處（Facebook、Twitter） - 駐大阪辦事處（Facebook、Twitter、僑務秘書） - 駐福岡分處（Facebook、Twitter）（駐大阪辦事處福岡分處） - 外交部領事事務局－國外旅遊警示分級表 - 中華民國衛生福利部－國際旅遊疫情建議等級 - 中華民國國際經濟合作協會 （页面存档备份，存于） - 東京臺灣貿易中心 - 大阪臺灣貿易中心（Facebook） - 福岡臺灣貿易中心（Facebook） - 日本臺灣商會聯合總會 - 日本臺灣商會聯合總會青商會的Facebook專頁 | - 日本國外務省－台灣簡介 - 公益財團法人日本台灣交流協會 - 東京本部 - 台北事務所（Facebook、Instagram、YouTube） - 高雄事務所（台北事務所高雄分處） - 臺北市日本工商會 - 臺灣日本人會 |